# Kazuteru Kozai
Kazuteru Kozai (jap. 古財 和輝, Kozai Kazuteru; * 25. Januar 1986 in der Präfektur Kumamoto) ist ein japanischer Badmintonspieler.

## Karriere
Kozai stammt aus der Präfektur Kumamoto und besuchte dort die Musashigaoka-Mittelschule in Kikuyō, dann die zur Kumamoto-Gakuen-Universität gehörenden Oberschule in der Präfekturhauptstadt Kumamoto und schließlich die Japanische Sporthochschule. Nach dem Studium trat er 2008 in das Transportunternehmen Tonami Un’yu ein und spielt seitdem für deren Werksmannschaft.
Seinen ersten großen Erfolg hatte er bei den japanischen Meisterschaften 2006 mit dem 3. Platz im Einzel. Kazuteru Kozai wurde 2007 bei der Sommer-Universiade 17. im Herreneinzel. In der gleichen Disziplin gewann er 2009 die Austrian International und 2011 die Singapur International. Bei der Asienmeisterschaft 2009 wurde er Fünfter.

## Sportliche Erfolge
| Saison | Veranstaltung                     | Disziplin    | Platz | Name           |
| ------ | --------------------------------- | ------------ | ----- | -------------- |
| 2006   | Japanische Badmintonmeisterschaft | Herreneinzel | 3     | Kazuteru Kozai |
| 2007   | Universiade                       | Herreneinzel | 17    | Kazuteru Kozai |
| 2009   | Austrian International            | Herreneinzel | 1     | Kazuteru Kozai |
| 2009   | Asienmeisterschaft                | Herreneinzel | 5     | Kazuteru Kozai |
| 2011   | Singapur International            | Herreneinzel | 1     | Kazuteru Kozai |
| 2011   | Indonesia International           | Herreneinzel | 9     | Kazuteru Kozai |